# Parafia Miłosierdzia Bożego w Kurowie
Parafia Miłosierdzia Bożego w Kurowie – parafia rzymskokatolicka, znajdująca się w archidiecezji częstochowskiej, w dekanacie Mokrsko